# Catherine Tizard
Catherine Tizard (ur. 4 kwietnia 1931 w Auckland, zm. 31 października 2021) – nowozelandzka polityk, pierwsza w historii kobieta powołana na urząd gubernatora generalnego Nowej Zelandii (w latach 1990–1996).

## Życiorys
Urodziła się jako Catherine Maclean. Pochodzi z rodziny szkockich imigrantów. Jej mąż Bob Tizard, polityk Partii Pracy, był w latach 1974-1975 wicepremierem Nowej Zelandii (w 1980 państwo Tizard rozwiedli się). Własną karierę polityczną rozpoczęła w 1971, kiedy to została wybrana do rady miejskiej Auckland. Dwanaście lat później, jako pierwsza w dziejach kobieta, została burmistrzem tego największego nowozelandzkiego miasta. Równocześnie w latach 1976-1985 występowała w popularnym talk-show Beaty and the Beast.
W 1990, po raz kolejny jako pierwsza kobieta, została gubernatorem generalnym Nowej Zelandii. Na jej nominację szczególnie naciskały ówczesna wicepremier Helen Clark oraz przewodnicząca rządzącej Partii Pracy Margaret Wilson. Obie panie chciały w ten sposób uczcić przypadającą na rok 1993 setną rocznicę przyznania nowozelandzkim kobietom praw wyborczych. O powiadomienie pani Tizard o jej powołaniu poproszony został jej były mąż.
Pełniąc formalnie najwyższą funkcję w państwie, Tizard nie zawsze potrafiła dochować stawianego gubernatorom generalnym wymogu apolityczności. Zajęła m.in. jednoznaczne stanowisko w kampanii przedreferendalnej w sprawie reformy prawa wyborczego w 1993 (sprzeciwiając się zniesieniu systemu większościowego), publicznie krytykowała też funkcjonowanie służby zdrowia. Z drugiej strony nakazała wykreślenie z ceremoniału wymogu, aby osoby zbliżające się do gubernatora kłaniały mu się. Miała na ten temat powiedzieć, iż „żaden Nowozelandczyk nie powinien być zmuszany do kłaniania się innemu”.
Po zakończeniu jej kadencji, przeszła na emeryturę. W 2004 poparła wprowadzenie w Nowej Zelandii republiki. Ujawniła też, iż jako gubernator generalna poruszała ten temat w rozmowach z królową Elżbietą II, która miała jej odrzec, że uszanuje w tej sprawie każdą decyzję Nowozelandczyków.

Herb Dame Catherine